# Myfanwy Piper
Mary Myfanwy Piper (/məˈfɑːnwiː/; Gallese: /məˈvanuj/; Londra, 28 marzo 1911 – Fawley Bottom, 18 gennaio 1997) è stata una critica d'arte e librettista britannica.

## Biografia
Mary Myfanwy Evans nacque il 28 marzo 1911 da una famiglia gallese di Londra. Suo padre era un chimico a Hampstead, a nord di Londra. Frequentò la North London Collegiate School, dove vinse una borsa di studio per studiare lingua e la letteratura inglese al St Hugh's College di Oxford.
Dal 1935 al 1937 curò il periodico Axis dedicato all'arte astratta. Sposò l'artista John Piper nel 1937 ed ha vissuto con lui in un ambiente rurale a Fawley Bottom, Buckinghamshire (vicino a Henley-on-Thames) per gran parte della sua vita.
Tra il 1954 e il 1973 ha collaborato con il compositore Benjamin Britten a molte delle sue opere e, tra il 1977 e il 1981, con il compositore Alun Hoddinott sulla maggior parte delle sue opere liriche. Era amica del poeta John Betjeman, che le scrisse diverse poesie, come "Myfanwy" e "Myfanwy at Oxford".
Lei e John Piper avevano due figli e due figlie. Il figlio maggiore, il pittore Edward Piper, morì prematuramente nel 1990.
Myfanwy Piper è morta nella sua casa di Fawley Bottom il 18 gennaio 1997.

## Libretti d'opera
- Il giro di vite, Benjamin Britten, 14 settembre 1954, Teatro La Fenice, Venezia (tratto da The Turn of the Screw di Henry James)
- Owen Wingrave, Benjamin Britten, 16 maggio 1971, BBC Television (basato su un racconto di Henry James)
- Morte a Venezia, Benjamin Britten, 16 giugno 1973, Aldeburgh Festival, Snape, Suffolk (tratto da Der Tod in Venedig di Thomas Mann)
- Easter, Malcolm Williamson
- What the Old Man Does is Always Right, Alun Hoddinott, 1977
- The Rajah's Diamond, Alun Hoddinott, 1979
- The Trumpet Major, Alun Hoddinott, 1981

## Teatro
- The Seducer, commedia di Søren Kierkegaard in due atti, basata su The Seducer’s Diary di Kierkegaard, 1843